# When you tell me that you love me
When you tell me that you love me is een lied geschreven door Albert Hammond en John Bettis. Het meeste succes met het lied had Diana Ross, die het als eerste opnam.

## Diana Ross
De single When you tell me that you love me van Diana Ross uit 1991 is afkomstig van haar album The force behind the power. De B-kant, Chain reaction, is geschreven door de Bee Gees, die er ook op meezongen.  

### Hitnotering
Ross haalde met When you tell me niet de Billboard Hot 100, maar wel de daaraan gekoppelde soul- en adultlijst. In het Verenigd Koninkrijk haalde het in elf weken plaats 2 als hoogste notering. Alleen een heruitgave van Bohemian Rhapsody van Queen naar aanleiding van het overlijden van Freddie Mercury hield haar van de eerste plaats af. Ross had er ook een grote hit mee in Nederland, in groot contrast met België.

#### Nederlandse Top 40
| Positie: | 37 | 30 | 29 | 27 | 23 | 16 | 11 | 7 | 6 | 6 | 10 | 16 | 27 | 34 | uit |

#### NederlandseSingle Top 100
| Hitnotering: 4-1-1992 t/m 22-5-1992 | Hitnotering: 4-1-1992 t/m 22-5-1992 | Hitnotering: 4-1-1992 t/m 22-5-1992 | Hitnotering: 4-1-1992 t/m 22-5-1992 | Hitnotering: 4-1-1992 t/m 22-5-1992 | Hitnotering: 4-1-1992 t/m 22-5-1992 | Hitnotering: 4-1-1992 t/m 22-5-1992 | Hitnotering: 4-1-1992 t/m 22-5-1992 | Hitnotering: 4-1-1992 t/m 22-5-1992 | Hitnotering: 4-1-1992 t/m 22-5-1992 | Hitnotering: 4-1-1992 t/m 22-5-1992 | Hitnotering: 4-1-1992 t/m 22-5-1992 | Hitnotering: 4-1-1992 t/m 22-5-1992 | Hitnotering: 4-1-1992 t/m 22-5-1992 | Hitnotering: 4-1-1992 t/m 22-5-1992 | Hitnotering: 4-1-1992 t/m 22-5-1992 | Hitnotering: 4-1-1992 t/m 22-5-1992 | Hitnotering: 4-1-1992 t/m 22-5-1992 | Hitnotering: 4-1-1992 t/m 22-5-1992 | Hitnotering: 4-1-1992 t/m 22-5-1992 | Hitnotering: 4-1-1992 t/m 22-5-1992 |
| Week:                               | 1                                   | 2                                   | 3                                   | 4                                   | 5                                   | 6                                   | 7                                   | 8                                   | 9                                   | 10                                  | 11                                  | 12                                  | 13                                  | 14                                  | 15                                  | 16                                  | 17                                  | 18                                  | 19                                  | 20                                  |
| ----------------------------------- | ----------------------------------- | ----------------------------------- | ----------------------------------- | ----------------------------------- | ----------------------------------- | ----------------------------------- | ----------------------------------- | ----------------------------------- | ----------------------------------- | ----------------------------------- | ----------------------------------- | ----------------------------------- | ----------------------------------- | ----------------------------------- | ----------------------------------- | ----------------------------------- | ----------------------------------- | ----------------------------------- | ----------------------------------- | ----------------------------------- |
| Positie:                            | 76                                  | 56                                  | 36                                  | 32                                  | 26                                  | 22                                  | 18                                  | 15                                  | 13                                  | 10                                  | 6                                   | 5                                   | 5                                   | 4                                   | 10                                  | 11                                  | 21                                  | 33                                  | 57                                  | 82                                  |

#### BelgischeBRT Top 30
| Positie: | 16 | 20 | - | - | 25 | uit |

#### VlaamseUltratop 50
| Positie: | 31 | 23 | 39 | 39 | 30 | uit |

#### NPO Radio 2 Top 2000
When you tell me that you love me stond alleen in 2001 in de NPO Radio 2 Top 2000, op plek 1830.

## Covers
Van When you tell me that you love me is een aantal covers gemaakt. Een selectie:
- Saskia & Serge in 1992, als Als je zachtjes zegt "Ik hou van jou"
- Dolly Parton en Julio Iglesias in 1995; haalde destijds nauwelijks de Nederlandse Mega Top 50
- Sandra Kim en Frank Galan in 1997, als Door veel van mij te houden
- Westlife in 2005; haalde in Nederland nauwelijks de hitlijsten, maar had wel succes in het Verenigd Koninkrijk (plaats 2) en Ierland (plaats 1)